# 藤田仁司
藤田 仁司（ふじた ひとし、1965年〈昭和40年〉1月12日 - ）は、日本の農林水産技官。

## 来歴
奈良県出身。1987年（昭和62年）3月、水産大学校増殖学科を卒業。国家公務員試験I種・水産に合格し、同年4月、農林水産省に入省。
2004年（平成16年）4月から2007年（平成19年）3月まで宮崎県庁に出向。漁政課長や水産政策課長を務め、中でも2006年（平成18年）に宮崎市で開催された「ミナミマグロの資源確保に関する国際会議」が思い出に残っていると述懐している。また出向中、休日は家族で高千穂町や西米良村などの温泉地に出かけたり、青島でメジナやクロダイを釣るなどしたという。その後、農林水産省大臣官房政策課調査官、水産庁資源管理部漁業調整課沿岸・遊漁室長、同庁資源管理部管理課長、同庁漁政部企画課長、同庁増殖推進部栽培養殖課長などを歴任。
2020年（令和2年）4月1日、水産庁資源管理部長に就任。資源管理部長として「サケ・マスに関する日露漁業交渉」における漁獲量やロシア側に支払う漁業協力費の交渉にあたった。
2023年（令和5年）7月4日、水産庁次長に就任。
2025年（令和7年）7月1日、水産庁長官兼水産庁漁業取締本部長に就任。

## 年譜
- 1987年（昭和62年）
  - 3月 - 水産大学校増殖学科卒業[1]
  - 4月 - 農林水産省入省[1]
- 2013年（平成25年）1月 - 農林水産省大臣官房政策課調査官兼水産庁資源管理部漁業調整課[1]
- 2014年（平成26年）4月 - 水産庁資源管理部漁業調整課沿岸・遊漁室長[1]
- 2016年（平成28年）4月 - 水産庁資源管理部管理課長[1]
- 2017年（平成29年）7月 - 水産庁漁政部企画課長[1]
- 2019年（令和元年）7月 - 水産庁増殖推進部栽培養殖課長[1]
- 2020年（令和2年）4月 - 水産庁資源管理部長[6]
- 2023年（令和5年）7月 - 水産庁次長[1][3][4]
- 2025年（令和7年）7月 - 水産庁長官兼水産庁漁業取締本部長[2]